# Tsakkar
Tsakkar är ett vattendrag i Armenien. Det ligger i den centrala delen av landet, 60 kilometer öster om huvudstaden Jerevan.
Trakten runt Tsakkar består till största delen av jordbruksmark. Runt Tsakkar är det ganska tätbefolkat, med 72 invånare per kvadratkilometer.